# Black (игра)
Black — компьютерная игра в жанре шутера от первого лица, выпущенная 28 февраля 2006 года компанией Criterion Games и изданная Electronic Arts для PlayStation 2 и Xbox.

## Сюжет
Black — это элитный сверхсекретный отряд вооружённых сил США. Black не подчиняется никому, кроме своего внутреннего руководства. Бойцы этого спецподразделения участвуют в операциях по всему миру и ликвидируют террористическую угрозу, где бы она не появлялась. Его состав — люди, которых официально не существует. Они не носят знаков отличия и их никогда и нигде не покажут. Скорее всего, прототипом для этого отряда в игре послужил спецназ ЦРУ и АНБ.
В Black игрок берёт на себя роль одного из оперативников отряда. Действие игры происходит на территории Российской Федерации. Бойцы Black заброшены на Северный Кавказ, конкретное место действия — Назрань, Ингушетия. Главный герой, сержант Джек Келлар и его отряд провалили операцию, и ему приходится рассказывать о том, где, когда, в каких операциях он участвовал.

## Сиквел
В 2011-м году вышло духовное продолжение игры — Bodycount. Над ней работала часть бывших сотрудников Criterion — Guildford Studio. Вскоре после релиза, студия была расформирована.

## Оценки
| Сводный рейтинг    | Сводный рейтинг | Сводный рейтинг |
| Издание            | Оценка          | Оценка          |
| Издание            | PS2             | Xbox            |
| ------------------ | --------------- | --------------- |
| GameRankings       | 79,62 %         | 77,38 %         |
| Metacritic         | 79/100          | 77/100          |
| Иноязычные издания |                 |                 |
| Издание            | Оценка          | Оценка          |
| Издание            | PS2             | Xbox            |
| 1UP.com            | B−              | N/A             |
| Edge               | 8/10            | 8/10            |
| EGM                | 6,83/10         | 6,83/10         |
| Eurogamer          | 8/10            | N/A             |
| Famitsu            | 32/40           | N/A             |
| Game Informer      | 8,5/10          | 8,5/10          |
| GamePro            | [ 12 ]          | [ 12 ]          |
| GameRevolution     | C+              | C+              |
| GameSpot           | 7,4/10          | 7,4/10          |
| GameSpy            | [ 15 ]          | [ 15 ]          |
| GameTrailers       | 8,6/10          | 8,6/10          |
| GameZone           | 8,4/10          | 8,7/10          |
| IGN                | 8,7/10          | 8,6/10          |
| OPM                | [ 21 ]          | N/A             |
| OXM                | N/A             | 7/10            |
| Detroit Free Press | N/A             | [ 23 ]          |
| The Times          | [ 24 ]          | [ 24 ]          |